# 루이스 알베르토 라카예 포우
루이스 알베르토 라카예 포우(스페인어: Luis Alberto Lacalle Pou, 1973년 8월 11일 ~ )는 우루과이의 제42대 대통령이다.
우루과이의 대통령을 역임한 루이스 알베르토 라카예의 아들인 루이스 알베르토 라카예 포우는 2014년 3월 30일 대선 출마를 선언했으며, 6월 1일 후보로 선출되어 국민당의 후보가 되었으나 결선에서 타바레 바스케스 전 대통령에게 패했다.
2019년 대선 경선에서 엔리케 안티아, 카를로스 야필리올라, 호르헤 라라냐가, 후안 사르토리 후보와 맞붙었으며, 이 과정에서 오랜 앙숙인 사르토리를 가짜뉴스 유포 혐의로 고발해 소송전을 벌이기도 했다. 총 53%를 득표해 국민당의 대선 후보로 선출되었으며, 베아트리스 아르히몬을 부통령으로 지명했다.
대통령으로써 루이스 알베르토 라카예 포우는 매우 보수적이고 종교적이었다. 포우는 동성결혼, 낙태, 세속주의 등에 강력히 반대한다.